# Onciale 0175
- Papyrus
- Onciale
- Minuscules
- Lectionnaire

Le Codex 0175, portant le numéro de référence 0175 (Gregory-Aland), est un manuscrit du Nouveau Testament sur parchemin écrit en écriture grecque onciale.

## Description
Le codex se compose d'un folio. Il est écrit en une colonne, de 20 lignes par colonne. Les dimensions du manuscrit sont 17 x 12 cm. Les paléographes datent ce manuscrit du Ve siècle,.
C'est un manuscrit contenant le texte incomplet des Actes des Apôtres (6,7-15). 
Le texte du codex représenté est de type alexandrin. Kurt Aland le classe en Catégorie II. 
Lieu de conservation
Il est actuellement conservé à la Bibliothèque Laurentienne (PSI 125) de Florence.